# Platynowa płyta (album Andrzeja Rybińskiego)
 Platynowa płyta – album kompilacyjny Andrzeja Rybińskiego zawierający jego największe przeboje, wydany w 2003 roku.

## Lista utworów
1. „Czas relaksu” – (3:17)
2. „Bądź tu” – (3:13)
3. „Dżinsowy plecak” – (3:24)
4. „Na dnie serca schowaj żal” – (3:08)
5. „Sen o życiu” – (2:56)
6. „Po sezonie” – (3:31)
7. „Pocieszanka” – (3:30)
8. „Za każdą cenę” – (3:59)
9. „Nie liczę godzin i lat” – (3:20)
10. „Czy pamiętasz jak to było” – (3:26)
11. „Kawa czy herbata” – (2:16)
12. „Zima tuż” – (3:05)
13. „Nocna kołysanka” – (3:07)
14. „Mam czas” – (2:58)
15. „Życie na kredyt - życie bez ciebie” – (3:21)
16. „Kiedy lato wraca” – (3:09)
17. „Życie prawdziwe” – (2:51)